# Єзерче
Єзерче́ (болг. Езерче) — село в Разградській області Болгарії. Входить до складу общини Цар-Калоян.

## Населення
За даними перепису населення 2011 року у селі проживали 2008 осіб.
Національний склад населення села:
| Національність   | Кількість осіб | Відсоток |
| ---------------- | -------------- | -------- |
| турки            | 1845           | 93,3%    |
| болгари          | 118            | 6,0%     |
| не визначились   | 10             | 0,5%     |
| Всього відповіли | 1977           |          |

Розподіл населення за віком у 2011 році:
Динаміка населення: